# Îlets de Carénage
Pour les articles homonymes, voir Carénage.
Les îlets de Carénage sont des îlets inhabités situés dans le Grand Cul-de-sac marin en Guadeloupe et appartenant administrativement à la commune de Sainte-Rose. Ils font partie du parc national de la Guadeloupe.
Selon la plus haute autorité internationale en matière de délimitation des mers, l'Organisation hydrographique internationale (OHI), dans sa publication de renommée mondiale, « Limites des océans et des mers », 3e édition de 1953 ils font donc partie de la mer des Caraïbes comme l'ensemble de la Guadeloupe.
La navigation, la circulation et le stationnement dans et autour des îlets sont hautement réglementés. 

## Histoire
Les îlets de Carénage sont un ensemble d'îlots du Grand Cul-de-sac marin, dont certains sont apparus à la suite du passage du cyclone Hugo en 1989 : Grand îlet, Petit îlet ainsi que l'îlet Blanc fréquenté par les touristes sauf pendant la période de nidification des sternes,.